# Majnun Mammadov
Majnun Gadir oglu Mammadov (en azerí: Məcnun Qadir oğlu Məmmədov; Raión de Zangilán, 15 de septiembre de 1983) es Ministro de Agricultura de la República de Azerbaiyán desde 2023.

## Biografía
Majnun Mammadov nació el 15 de septiembre de 1983 en el pueblo de Minciván del raión de Zangilán. En 2004 se graduó en la Universidad Estatal de Economía de Azerbaiyán. Entre 2004 y 2006 continuó su educación en la Universidad de Gestión Científica de Lahore de Pakistán.  Obtuvo una maestría en Organización y Gestión Empresarial.
Él está casado y tiene dos hijos.

## Carrera
Desde 2002 comenzó a trabajar en el sector alimentario. De 2007 a 2010 fue asesor financiero de "Deloitte & Touche". En 2010-2011 fue director de "AER LLC". 
Entre 2011 y 2018 trabajó en diversos puestos en las empresas "Modern Group", "PMD Group", "ABN AMRO Bank Kazakhstan". De 2018 a 2023 fue director de "Agro Food Investment LLC". Dirigió la empresa "Grand-Agro", que se dedica a la plantación de olivos y almendros en Absherón.
El 14 de abril de 2023, por decreto del Presidente de la República de Azerbaiyán, Ilham Aliyev, fue designado Ministro de Agricultura de la República de Azerbaiyán.